# Peter Kerr (pisarz)
Peter Kerr (ur. 1940 w Lossiemouth, w Szkocji) – szkocki pisarz, farmer i muzyk jazzowy.

## Życiorys
Peter Kerr urodził się w 1940 r. w Lossiemouth (hrabstwo Moray), choć większość swojego życia spędził na południu Szkocji w rolniczym hrabstwie East Lothian. Po ukończeniu szkoły średniej zrezygnował ze studiów w College of Art w Edynburgu i podjął pracę w administracji państwowej. We wczesnych latach 60. przeprowadził się do Londynu, by zostać zawodowym muzykiem jazzowym. Szybko osiągnął sukces z zespołem the Clyde Valley Stompers, nagrywając m.in. dla George'a Martina, producenta Beatlesów. Dekadę później, już jako mąż i ojciec, porzucił życie jazzmana i powrócił do East Lothian, by zająć się uprawą jęczmienia browarnego oraz hodowlą bydła. W tym czasie zaangażowany był również w produkcję muzyczną.
W latach 80. zdecydował się porzucić Szkocję i poświęcić się uprawie pomarańczy na Majorce, tam odnalazł inspirację i rozpoczął karierę pisarską.

## Pisarz
Peter Kerr zasłynął jako autor bestsellerowego cyklu książek o Majorce, w których ze swadą i humorem opisuje hiszpańską wyspę oraz jej mieszkańców. Książki zostały sprzedane na całym świecie w ponad 180 tysiącach egzemplarzy i przetłumaczone na jedenaście języków. Na cykl składają się: Snowball Oranges (Pomarańcze w śniegu, Wydawnictwo Carta Blanca), Manana, Manana, A Basketful of Snowflakes i From Paella to Porridge. Ponadto jest autorem książek kryminalnych z serii Bob Burns Investigates – The Mallorca Connection, The Sporran Connection, The Cruise Connection, których obfitująca w zabawne zbiegi okoliczności akcja rozgrywa się między Szkocją, USA, a Hiszpanią. W 2009 roku pisarz rozpoczął pracę nad swoją pierwszą powieścią historyczną, opowiadającą o XIII wiecznej rekonkwiście Maurów z Majorki.

## Nagrody
W 2002 roku Pomarańcze w śniegu zdobyły trzecią nagrodę w konkursie American Book of the Year 2002 w Los Angeles, natomiast książka Mañana, Mañana znalazła się w czołówce WH Smith British Book of Year.

## Muzyk jazzowy
Kerr zanim został farmerem i najlepiej sprzedającym się szkockim autorem książek podróżniczych, miał już za sobą karierę zawodowego muzyka jazzowego.
Grał w takich zespołach jak Dixieland, czy The Royal Scots Dragoon Guards. Największy sukces osiągnął z zespołem The Clyde Valley Stompers z którym wylansował hit Peter and the Wolf, będący aranżacją baśni symfonicznej Piotruś i wilk Prokofjewa. W latach 60. zapraszany był do licznych programów telewizyjnych obok takich sław brytyjskiej sceny muzycznej, jak Shirley Bassey, Morcambe i Wise, Brenda Lee, Petula Clark, Dusty Springfield. The Stompers zagrali również motyw przewodni do filmu Normana Wisdoma On the Beat i pojawili się It’s All Happening Tommy’ego Steelesa. W tym czasie pracował z George'em Martinem.